# Saint-André-les-Alpes
Saint-André-les-Alpes ist eine französische Gemeinde mit 1030 Einwohnern (Stand 1. Januar 2022) im Département  Alpes-de-Haute-Provence in der Region Provence-Alpes-Côte d’Azur. Sie gehört zum Kanton Castellane und zum Arrondissement Castellane.

## Geografie
Die angrenzenden Gemeinden sind
- Thorame-Basse im Norden,
- La Mure-Argens, Allons, Angles und Saint-Julien-du-Verdon im Osten,
- Castellane im Südosten,
- Senez im Südwesten,
- Moriez im Westen,
- Lambruisse im Nordwesten.

Der Verdon fließt von La Mure-Argens nach Saint-André und erreicht dort den Stausee Lac de Castillon. 3.187 Hektar der Gemeindegemarkung sind bewaldet.

### Erhebungen
- Col des Robines, 988 m,
- Sommet de la Reynière, 1726 m,
- Montagne de l’Allier, 1789 m,
- Mont Chalvet, 1616 m,
- Sommet du Castellard, 1725 m,
- Montagne de Maurel, 1771 m,
- Pic de Chamatte, 1878 m,
- Sommet de Crémon, 1760 m

### Verkehrsanbindung
Die Route nationale 202 verbindet Saint-André mit Moriez und Saint-Julien-du-Verdon. Die Ortschaft befindet sich außerdem an der meterspurigen Eisenbahnstrecke Nizza – Digne-les-Bains. 

## Bevölkerungsentwicklung
| Jahr      | 1962 | 1968 | 1975 | 1982 | 1990 | 1999 | 2008 | 2012 |
| --------- | ---- | ---- | ---- | ---- | ---- | ---- | ---- | ---- |
| Einwohner | 751  | 952  | 901  | 852  | 794  | 818  | 937  | 925  |

## Sehenswürdigkeiten
- Kirche Saint-André
- Kirchenruine

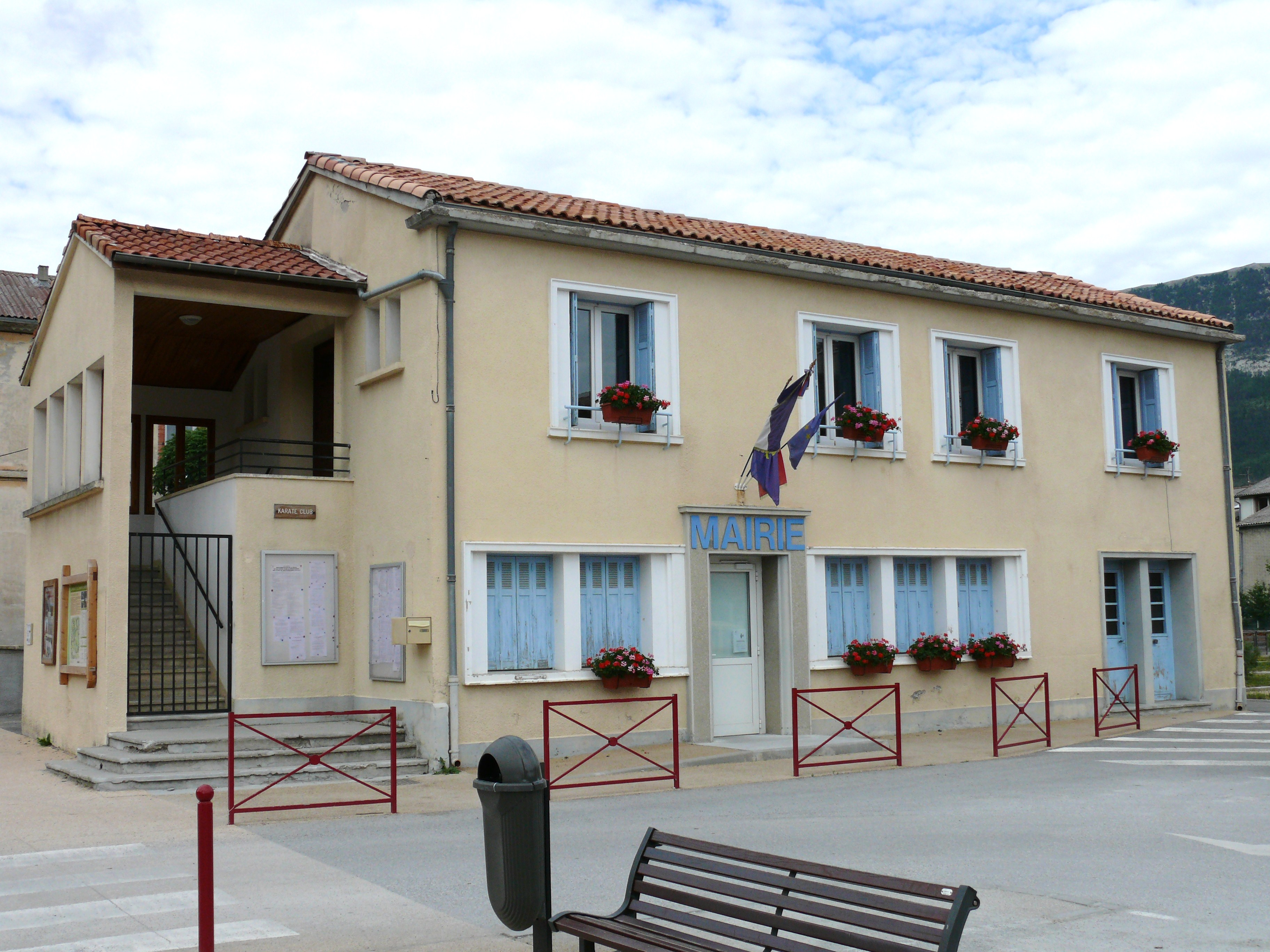
Mairie
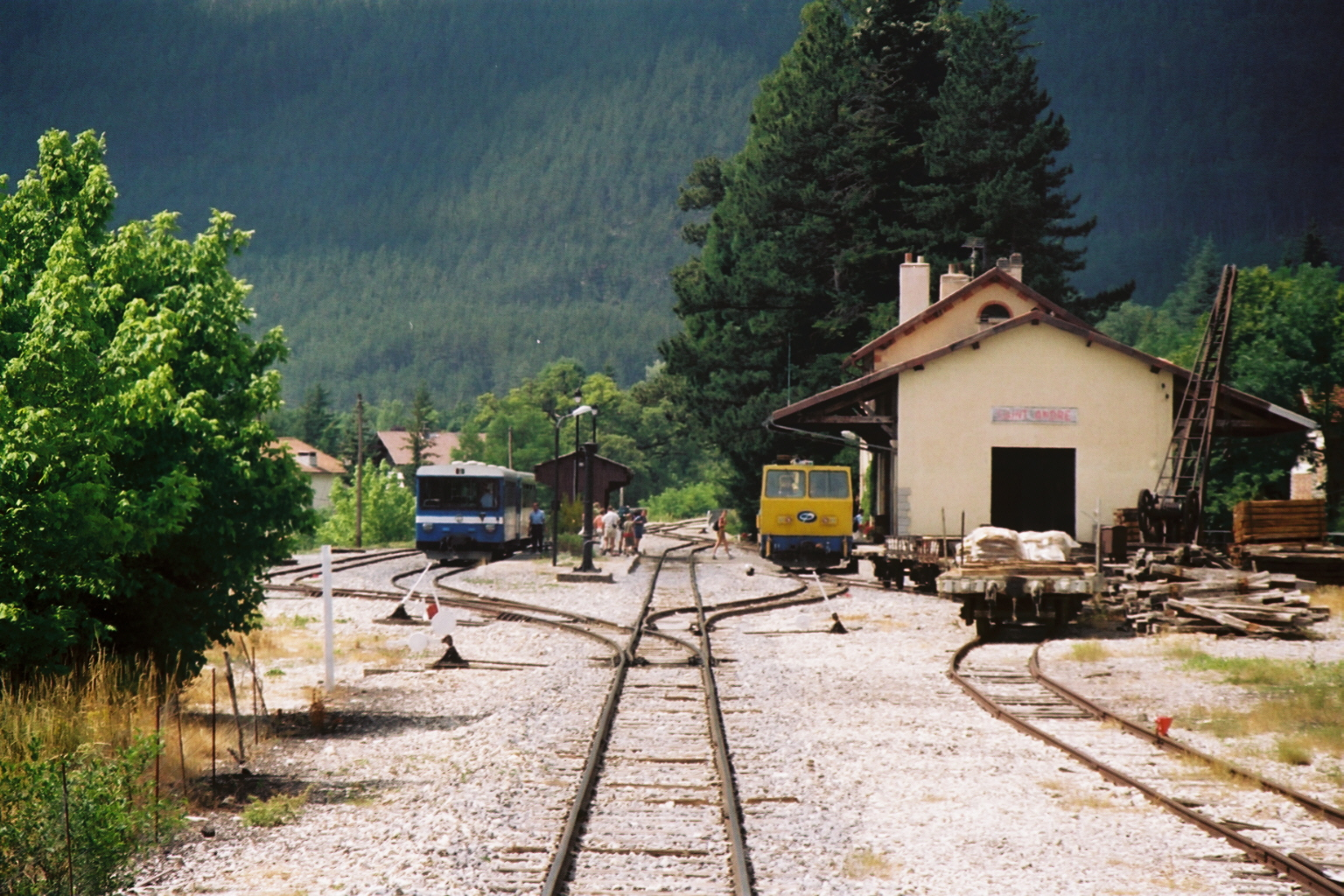
Bahnhof von Saint-André der Bahnstrecke Nizza–Digne-les-Bains
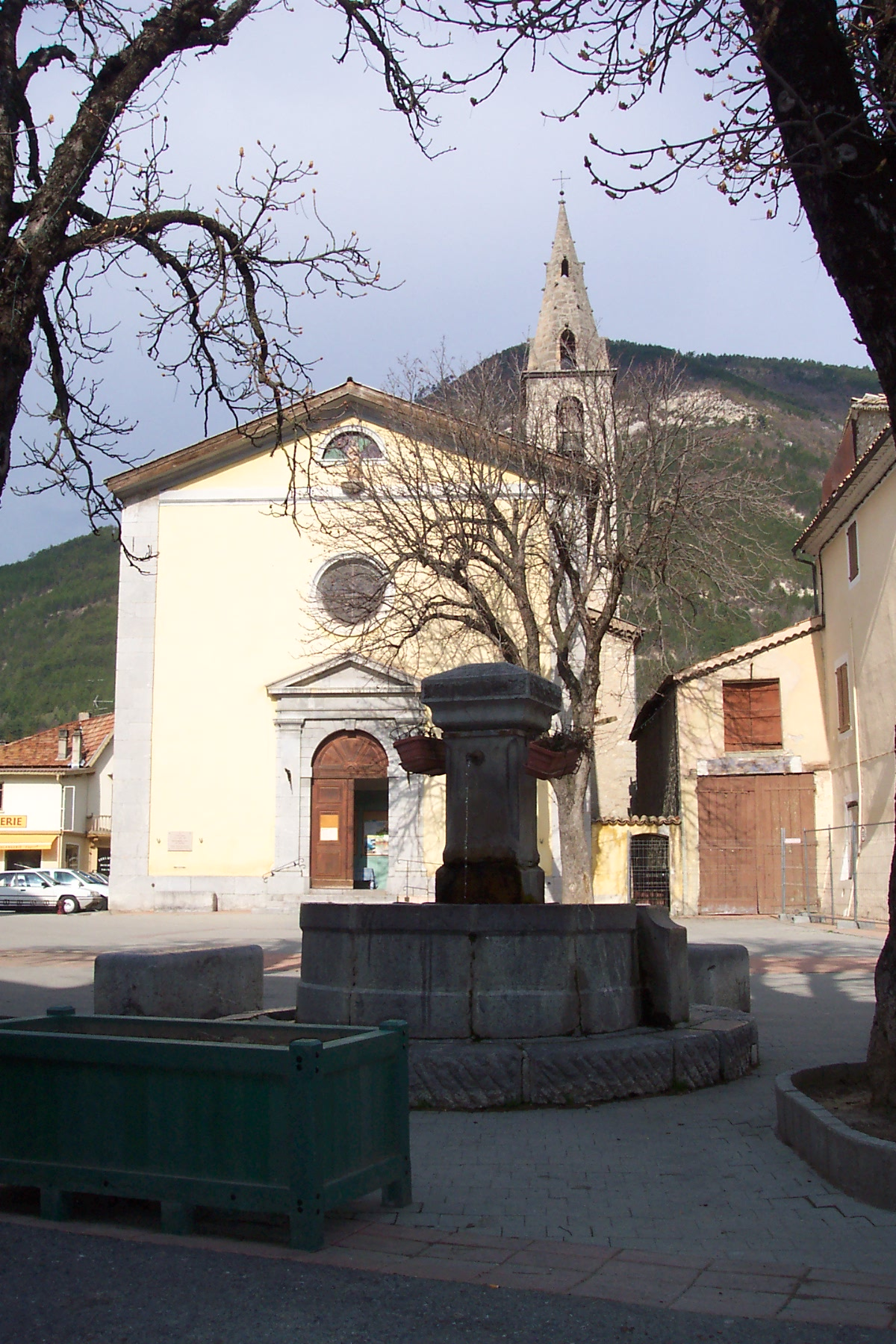
Kirche Saint-André
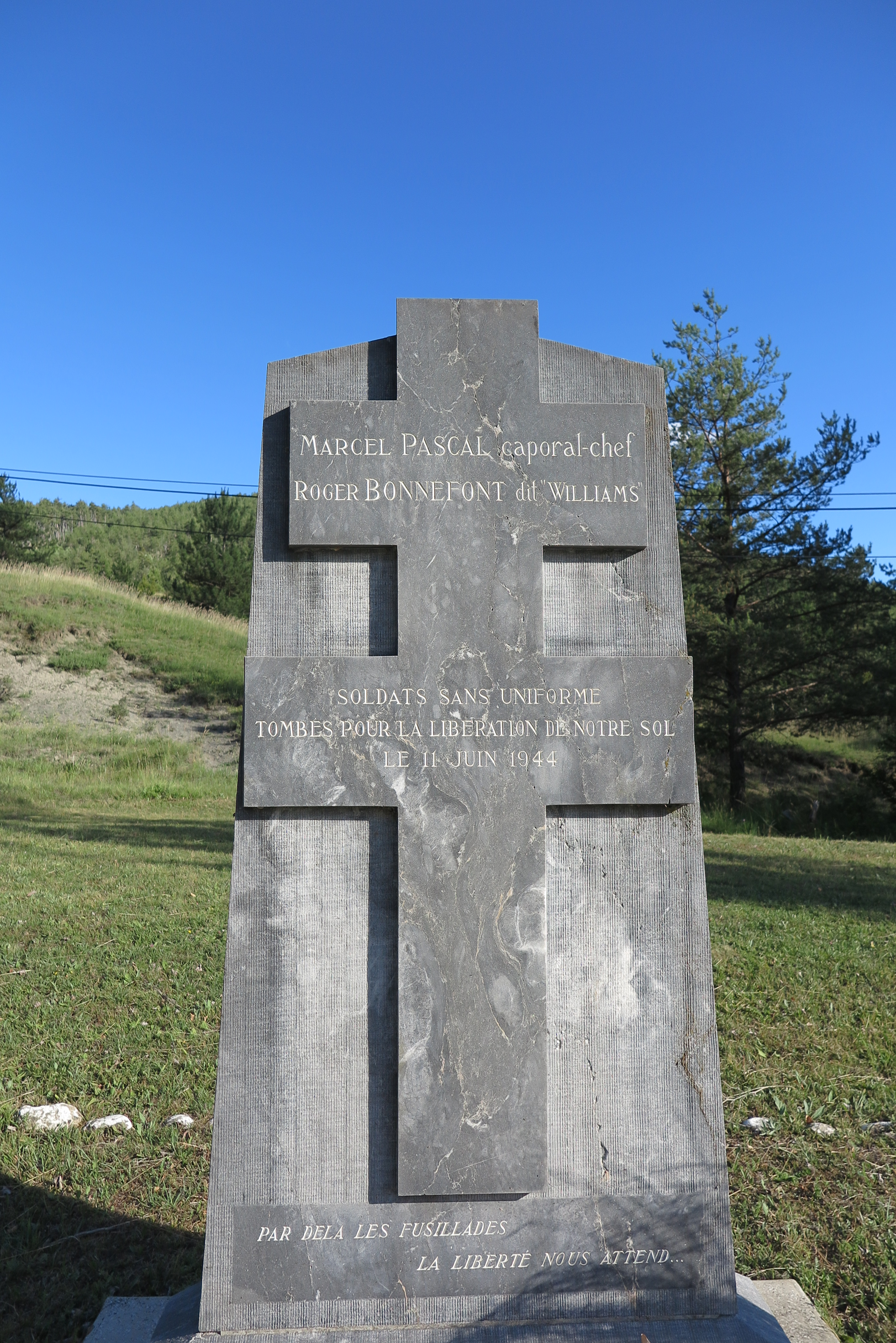
Col des Robines